# Не ме оставяй (сериал)
 Тази статия е за турския сериал.  За мексиканската теленовела от 2015 г. на компания Телевиса вижте Не ме оставяй.  
„Не ме оставяй“ (на турски: Beni Bırakma) е турски драматичен сериал от 2018 г.

## Сюжет
Тарък е успешен бизнесмен, който е първият син на семейство Саяр.
Емре е вторият син. Когато Тарък отива да посети Анкара, той се влюбва в обикновената студентка по право Съла, но Емре също се влюбва в по-бедната Зейнеп. Есин, стара приятелка на Арзу, иска да ожени дъщеря си Джансу за Емре. Но между Джансу и Зейнеп става война, и всичко това предизвиква водовъртеж, което е голямо напрежение за Арзу, но тя няма как да не позволи на семейството си да се разпадне. А за Дженгиз (бащата на Тарък и Емре) е още по-голямо напрежение. Есин е единствената, която знае кой е истинският баща на Тарък – той е нейният братовчед Орхан, който е изоставил Арзу като са били студенти.

## Излъчване
| Сезон | Епизоди | Начало на сезона  | Край на сезона | Всички епизоди | ТВ сезон    | ТВ канал | Дата и час                 |
| ----- | ------- | ----------------- | -------------- | -------------- | ----------- | -------- | -------------------------- |
| 1     | 110     | 8 януари 2018     | 8 юни 2018     | 1 – 110        | 2018        | ATV      | всеки делничен ден (15:00) |
| 2     | 170     | 17 септември 2018 | 31 май 2019    | 111 – 280      | 2018 – 2019 | ATV      | всеки делничен ден (14:00) |
| 3     | 160     | 9 септември 2019  | 24 април 2020  | 281 – 440      | 2019 – 2020 | ATV      | всеки делничен ден (14:00) |
| 4     | 190     | 14 септември 2020 | 18 юни 2021    | 441 – 630      | 2020 – 2021 | ATV      | всеки делничен ден (14:00) |

### В България
В България сериалът започва на 15 февруари 2021 г. по Нова телевизия и завършва на 19 юли 2024 г. Повторенията започват на 29 март 2022 г. по Диема Фемили. Ролите се озвучават от Христина Ибришимова, Ани Василева, Ася Братанова, Георги Георгиев-Гого, Христо Узунов и Николай Николов.
| Сезон | Епизоди | Начало на сезона     | Край на сезона       | Всички епизоди | ТВ сезон       | ТВ канал | Дата и час                 |
| ----- | ------- | -------------------- | -------------------- | -------------- | -------------- | -------- | -------------------------- |
| 1     | 147     | 15 февруари 2021 г.  | 15 септември 2021 г. | 1 – 147        | 2021 г.        | Нова ТВ  | всеки делничен ден (15:00) |
| 2     | 228     | 16 септември 2021 г. | 18 август 2022 г.    | 148 – 375      | 2021 – 2022 г. | Нова ТВ  | всеки делничен ден (15:00) |
| 3     | 222     | 19 август 2022 г.    | 17 юли 2023 г.       | 376 – 597      | 2022 – 2023 г. | Нова ТВ  | всеки делничен ден (15:00) |
| 4     | 251     | 18 юли 2023 г.       | 19 юли 2024 г.       | 598 – 848      | 2023 – 2024 г. | Нова ТВ  | всеки делничен ден (15:00) |

## Актьорски състав
- Емрах Акдуман – Тарък Саяр (сезон 1 – 4)
- Есенгюл Айпек – Мелтем Саяр (сезон 1 – 4)
- Фатих Гюхан – Бора Айдън (сезон 1 – 4)
- Йозлем Бояджъ – Арзу Саяр (сезон 1 – 4)
- Шебнем Гюрсой Талай – Сехер Айдън (сезон 1 – 4)
- Беркай Вели – Емре Саяр (сезон 1 – 3; сезон 4 видео повикване)
- Суде Догар – Съла Саяр (сезон 1 – 3)
- Каан Берк Гюлтекин – Ахмет (сезон 1 – 3)
- Митхат Ердемли – Дженгиз Саяр (сезон 1 – 3)
- Кейко Белир Ярар – Есин (сезон 1 – 3)
- Елиф Шекер Сака – Фатма (сезон 1 – 3)
- Утку Саджак – Садък (сезон 1 – 3)
- Тууче Йозбей – Аслъ (сезон 1 – 3)
- Съла Йозлем Йонемли – Зейнеп Саяр (сезон 1 – 2)
- Чаала Чукурова – Джансу (сезон 1 – 2)
- Каан Ялчън – Ведат (сезон 1 – 2)
- Гонджа Якут – Хюлия (сезон 1 – 2)
- Айча Докумаджъ – Бусе (сезон 1 – 2)
- Селчен Езги Динчер – Севда (сезон 2)
- Фуркан Енгин – Керем Тюрегюн (сезон 2 – 3)
- Мурат Волкан Бенли – Кенан Караман (сезон 3)
- Дилек Арибал – Йешим Аксой (сезон 3)
- Нур Язар – Ферайе (сезон 3)
- Серкан Меликоглу – Демир Бичер (сезон 3)
- Башак Бучан – Назлъ (сезон 3)
- Фейаз Гюмюш – Ердем (сезон 3)
- Джансунур Шимшек – Бану Аксой (сезон 3)
- Ялън Ишнел – Левент (сезон 4)
- Айсу Тунджа – Пелин (сезон 1)
- Неждет Ердем – Бекир (сезон 1)
- Шюкрю Масат – Мехмет (сезон 1)
- Мерве Ючер – Елиф Саяр (сезон 3)
- Бесте Йълмазер – Зехра (сезон 3)
- Гюзиде Акън – Дефне Коркмаз (сезон 3)
- Орхан Коджабъйък – Кудрет Аксой (сезон 3)
- Емине Коюджулар – Лейля Саяр (сезон 4)
- Ипек Йоздинч – Мине (сезон 4)
- Бугра Гюндогду – Йомер (сезон 4)
- Угур Дьокмечи – Джихан (сезон 4)
- Бану Гъонгъор Инал – Икбал (сезон 4)
- Джансън Йълмаз – Йозге Тюрегюн (сезон 3)
- Окан Шенозан – Рамиз Чолпан / Орхан Караман (сезон 4)
- Йомер Бурак Юнал – Азиз (сезон 4)
- Айтекин Кобат – Ешреф (сезон 4)
- Бейза Топуз – Айше / Айсел (сезон 4)
- Мехмет Борай Изабетли – Ферит Йозтюрк (сезон 4)
- Дерия Кеиф – Леман Йозтюрк (сезон 4)
- Хазал Ейлюл Челик – Фирузе Йозтюрк (сезон 4)
- Тунч Йълдъръм – Вахит (сезон 4)
- Еданур Гюлбудак – Гюнюл Ярен Айдън (сезон 4)
- Дениз Джан – Мюжгян Ярен (сезон 4)
- Сена Бурджу Кордоглу – Мелис Сояр (сезон 4)
- Карделен Учма – Асия Айдън (сезон 4)
- Гъокберк Йълдъръм – Юсуф Йозтюрк (сезон 4)
- Дженай Тюрксевер – Хакан Коджаоглу (сезон 4)
- Нусрет Шенай – Музафер Коджаолу (сезон 4)